# گویش الموتی
گویش الموتی یا تاتی الموتی گویشی از زبان تاتی می‌باشد که در منطقه الموت تکلم می‌شود. گویش الموتی در دسته‌بندی جدیدی با عنوان تاتی مانندها «tatoid» قرار گرفته ادست که گویشی از زبان تاتی می‌باشد. گویش‌های تاتی گونه در اصل زبان تاتی بودند که به دلیل تأثیرات شدید زبان‌های کاسپین و زبان فارسی تمام ویژگی‌های زبان تاتی را از دست داده‌اند. گلاتولوگ این گویش را گویشی از زبان تاتی معرفی می‌کند. دانشنامه ایرانیکا به سه زبان ترکی و تاتی و گیلکی در الموت اشاره می‌نماید و برخی این گویش را زیرمجموعه مازندرانی (طبری) دانستند. حبیب برجیان گویش منطقه طالقان و الموت را شبه طبری قلمداد کرده‌است. به اعتقاد حبیب برجیان زبان بومی جنوب غربی البرز تاتی می‌باشد و گویش الموتی و طالقانی مرز انتقال میان زبان‌های کرانه دریای مازندران (مازندرانی و گیلکی)، تاتی و فارسی می‌باشد.

## زبان مربوطه
مرتضی نصفت گویش الموتی و گویش طالقانی را زیرمجموعه گویش‌های کرانه دریای مازندران آورده‌است در حالی که گویش تاتی (تاکستانی، اشتهاردی و …) را در شاخه زبان‌های شمال مرکزی دسته‌بندی نموده‌است. ولادمیر الکسیویچ ایوانف مدعی است که گویش الموتی صورت جالبی از زبان گذاری میان گروه زبان‌های کاسپین و زبان‌های ایران مرکزی است. در گویش گرخونی الموتی ظاهراً برخی عناصر مادی وجود دارد و این گویش با زبانی تجریش (در شمال تهران)، که پروفسور والنتین ژوکوفسکی آن را توصیف کرده و همچنین با بعضی از گویش‌های گروه سمنانی، که ربط نزدیکی با پاره‌ای از گویش‌های رایج در محال مجاور اصفهان و کاشان دارند، خویشاوند است.
از سوی دیگر، گویش الموتی قواعد مربوط به اضافه، حالت مفعولی، صورت‌های غیر فاعلی یا ملکی ضمیر و جز آن را از گویش‌های کرانه دریای مازندران و بیشتر از زبان مازندرانی (طبری) گرفته‌است.
احسان یار شاطر گویش الموتی را گویشی از زبان تاتی می‌داند و اصطلاحاً آن را گویش مادی می‌نامد. پیر لوکوک گویش آذری را که تاتی نامیده می‌شود به پنج دسته تقسیم نموده‌است که دسته پنجم را گویش جنوب شرقی نامیده‌است که گویش الموتی و رودباری جز آن است.

## محدوده جغرافیایی
اکثریت مردم الموت به گویش الموتی صحبت می‌کنند که این گویش شامل رودبار الموت شرقی و غربی می‌شود همچنین مراغی‌ها علاوه بر گویش الموتی به گویش مراغی نیز صحبت می‌کنند؛ روستاهای مدان، هرانک، کافرکش و آوه جز معدود روستاهای الموت می‌باشند که زبان ترکی در آن رایج است.

## دستور زبان

### ضمایر
در گویش الموتی ضمیر سه حالت دارد: فاعلی، مفعولی و ملکی.
| ضمیر           | ۱ مفرد | ۲ مفرد | ۳ مفرد | ۱ جمع | ۲ جمع   | ۳ جمع         |
| -------------- | ------ | ------ | ------ | ----- | ------- | ------------- |
| فاعلی، الموتی  | men    | tu     | u      | mâ    | šomâ    | ošân/ušân     |
| مفعولی، الموتی | mene   | tore   | ure    | mâre  | šomâre  | ošâne         |
| ملکی، الموتی   | mini   | tiyey  | uyey   | mâyey | šomâyey | ošâney/ušâney |

### شناسه
در زبان فارسی دو دسته شناسه داریم: گذشته و حال. اما در گویش الموتی سه دسته شناسه داریم: گذشته، گذشته نقلی و حال. (نمونه زیر بر اساس گویش الموت تنظیم شده‌است)
| شناسه                      | ۱ مفرد   | ۲ مفرد   | ۳ مفرد | ۱ جمع       | ۲ جمع       | ۳ جمع       |
| -------------------------- | -------- | -------- | ------ | ----------- | ----------- | ----------- |
| شناسه ماضی مطلق و استمراری | om/yam/m | i/yey/yi | a/u/∅  | im/yeym/yim | in/yeyn/yin | en/on/yan/n |
| شناسه ماضی نقلی            | yama     | yeya     | ya     | yeyma       | yeyna       | yana        |
| شناسه مضارع                | om/am/m  | i/y/ey   | a/d/∅  | im/ym/eym   | in/yn/eyn   | en/an/n     |

### صرف فعل
در جدول زیر فعل گرفتن (beyten) بر اساس گویش الموتی در زمان‌های مختلف صرف می‌شود.(نمونه زیر براساس گویش الموت می‌باشد)
| زمان/شخص           | ۱ مفرد         | ۲ مفرد        | ۳ مفرد       | ۱ جمع           | ۲ جمع           | ۳ جمع          |
| ------------------ | -------------- | ------------- | ------------ | --------------- | --------------- | -------------- |
| گذشته ساده         | beytom         | beyti         | beyt         | beytim          | beytin          | beyten         |
| گذشته کامل         | beyte biyam    | beyte biyey   | beyte ba     | beyte biyeym    | beyte biyeyn    | beyte biyen    |
| گذشته التزامی      | beyte bom      | beyte bi      | beyte bu     | beyte bim       | beyte bin       | beyte bon      |
| گذشته استمراری     | mitom          | miti          | mit          | mitim           | mitin           | miten          |
| گذشته در حال انجام | dabiyam beyrom | dabiyey beyri | dabiya beyra | dabiyeym beyrim | dabiyeyn beyrin | dabiyan beyren |
| گذشته نقلی         | beytiyama      | beytiyeya     | beytiya      | beytiyeyma      | beytiyeyna      | beytiyana      |
| حال ساده/آینده     | mirom          | miri          | mira         | mirim           | mirin           | miren          |
| حال در حال انجام   | darom beyrom   | dari beyri    | dara beyra   | darim beyrim    | darin beyrin    | daren beyren   |
| حال التزامی        | beyrom         | beyri         | beyra        | beyrim          | beyrin          | beyren         |
| آینده              | mexâm beyrom   | mexây beyri   | mexâ beyra   | mexâym beyrim   | mexâyn beyrin   | mexân beyren   |

در جدول زیر فعل کردن (kordon) بر اساس گویش الموتی در زمان‌های مختلف صرف می‌شود.(نمونه زیر براساس گویش الموت می‌باشد)
| زمان/شخص           | ۱ مفرد          | ۲ مفرد         | ۳ مفرد        | ۱ جمع            | ۲ جمع            | ۳ جمع           |
| ------------------ | --------------- | -------------- | ------------- | ---------------- | ---------------- | --------------- |
| گذشته ساده         | kordom          | kordi          | kord          | kordim           | kordin           | korden          |
| گذشته کامل         | korde biyam     | korde biyey    | korde ba      | korde biyeym     | korde biyeyn     | korde biyen     |
| گذشته التزامی      | korde bom       | korde bi       | korde bu      | korde bim        | korde bin        | korde bon       |
| گذشته استمراری     | mokordom        | mokordi        | mokord        | mokordim         | mokordin         | mokorden        |
| گذشته در حال انجام | dabiyam bokonom | dabiyey bokoni | dabiya bokona | dabiyeym bokonim | dabiyeyn bokonin | dabiyan bokonen |
| گذشته نقلی         | kordiyama       | kordiyeya      | kordiiya      | kordiyeyma       | kordiyeyna       | kordiyana       |
| حال ساده/آینده     | mokonom         | mokoni         | mokona        | mokonim          | mokonin          | mokonen         |
| حال در حال انجام   | darom bokonom   | dari bokoni    | dara bokons   | darim bokonim    | darin bokonin    | daren bokonen   |
| حال التزامی        | bokonom         | bokoni         | bokona        | bokonim          | bokonin          | bokonen         |
| آینده              | mexâm bokonom   | mexây bokoni   | mexâ bokona   | mexâym bokonim   | mexâyn bokonin   | mexân bokonen   |